# خوسيه كليمنتي أوروزكو
خوسيه كليمنتي أوروزكو (بالإسبانية: José Clemente Orozco) رسام مكسيكي وُلد في مدينة ثابوتلان الجرندي- المعروفة باسم سيوداد جوزمان - التابعة لولاية خاليسكو في 23 نوفمبر 1883 وتوفي في مدينة المكسيك في 7 سبتمبر 1949. وقد تخرج في المعهد الوطني للزراعة، وفي وقت لاحق درس الرياضيات والرسم المعماري إلى أن تخصص في النقش على الجدران والأحجار.

## معرض صور

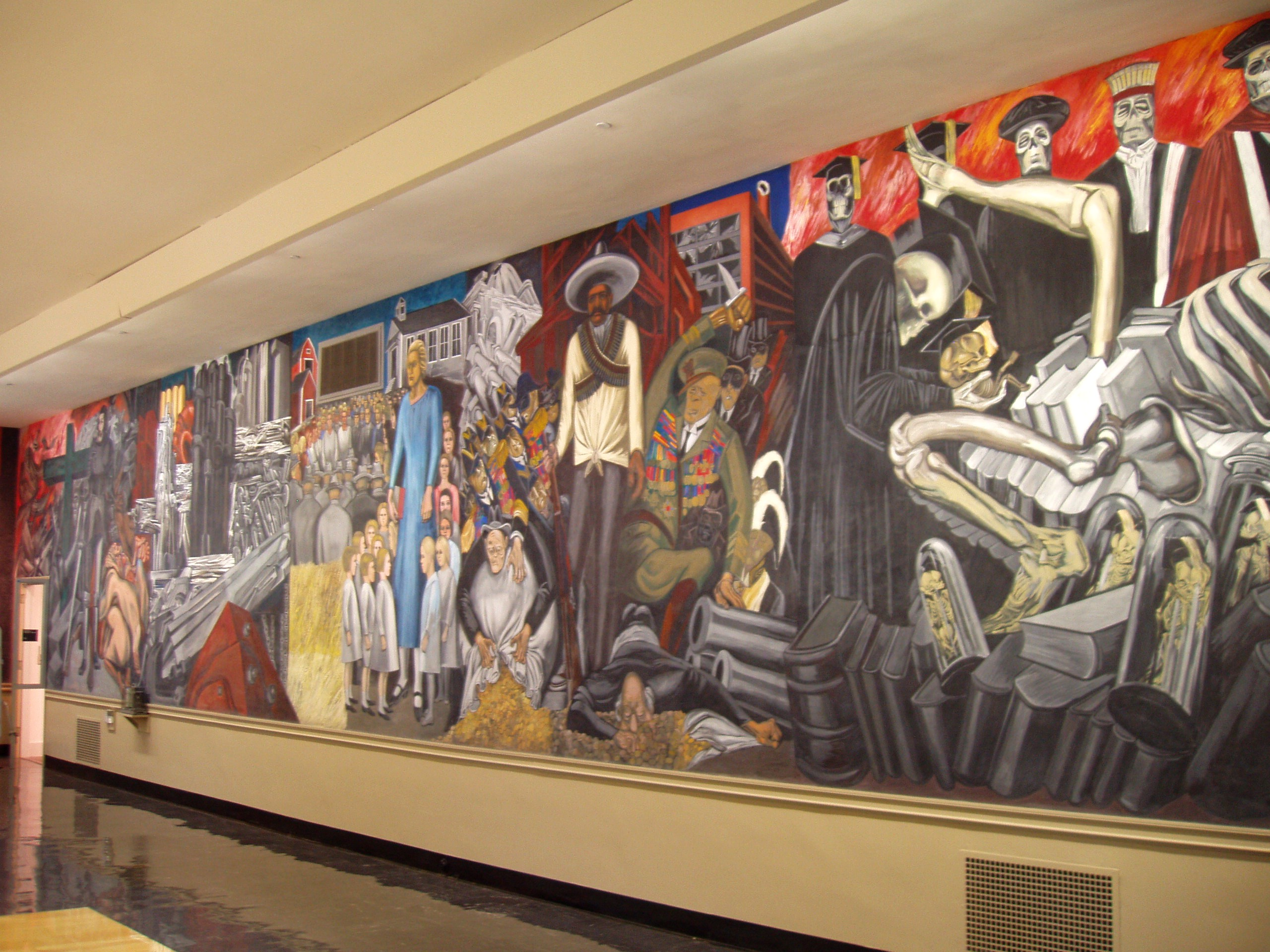
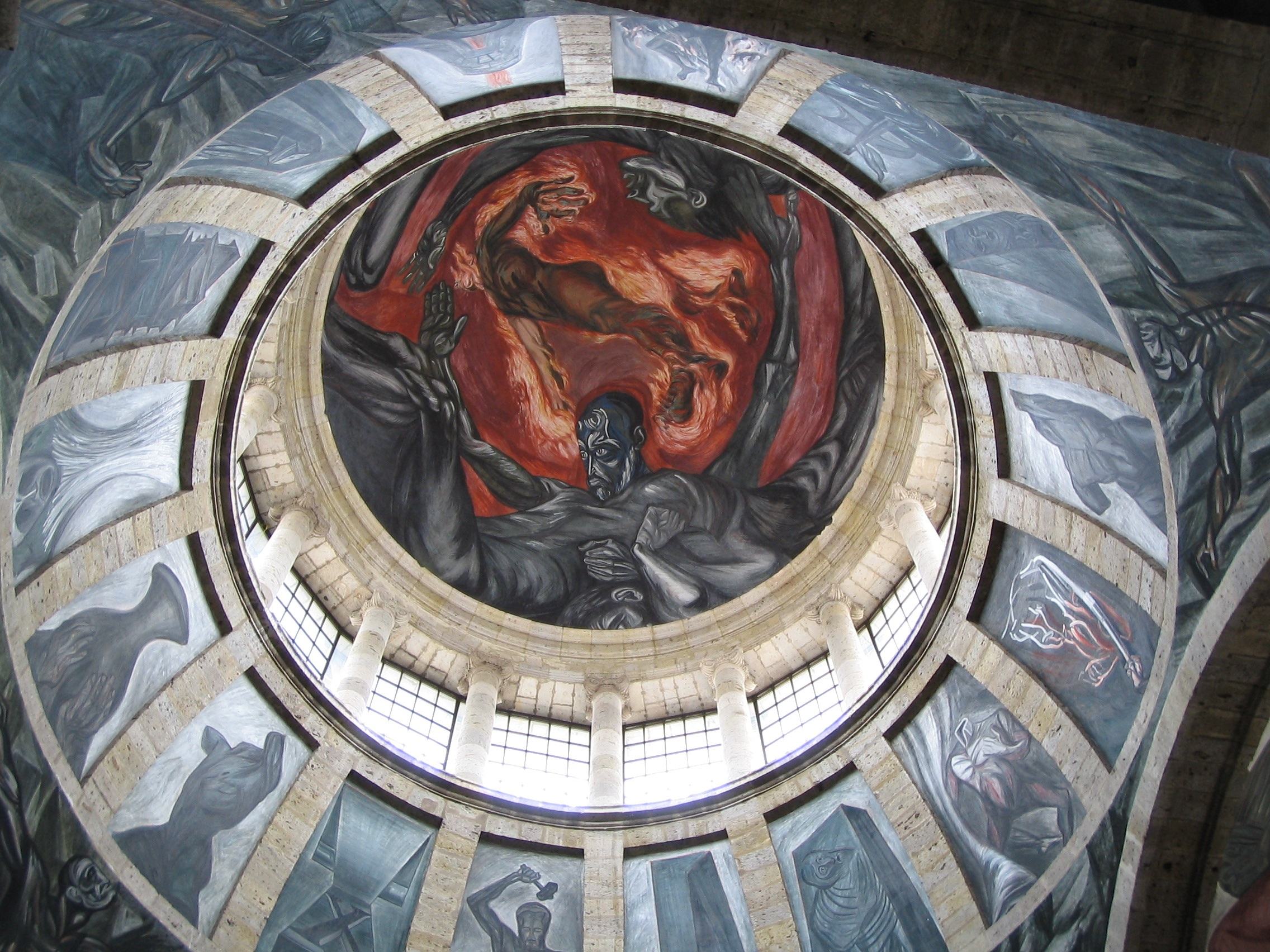
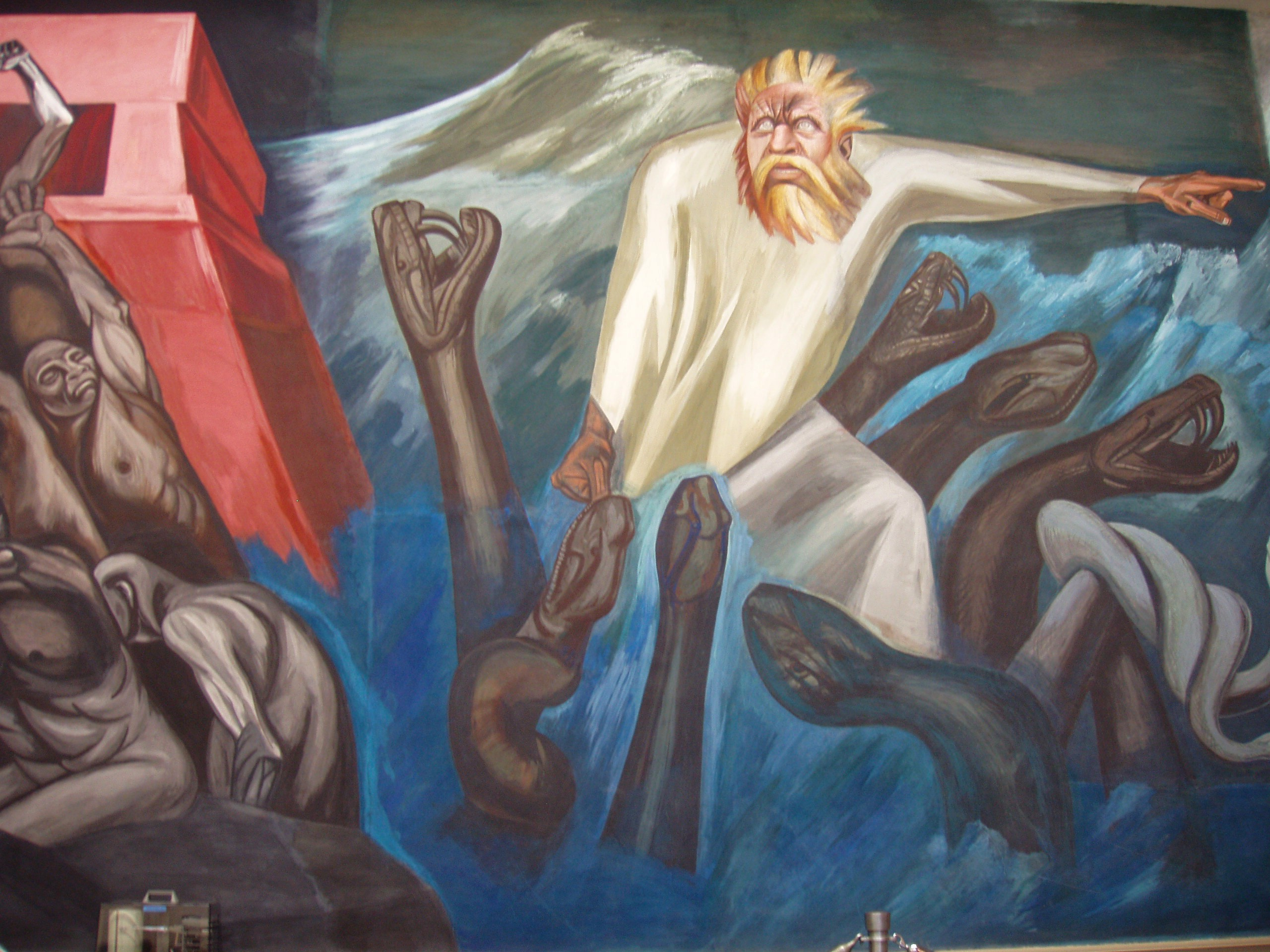
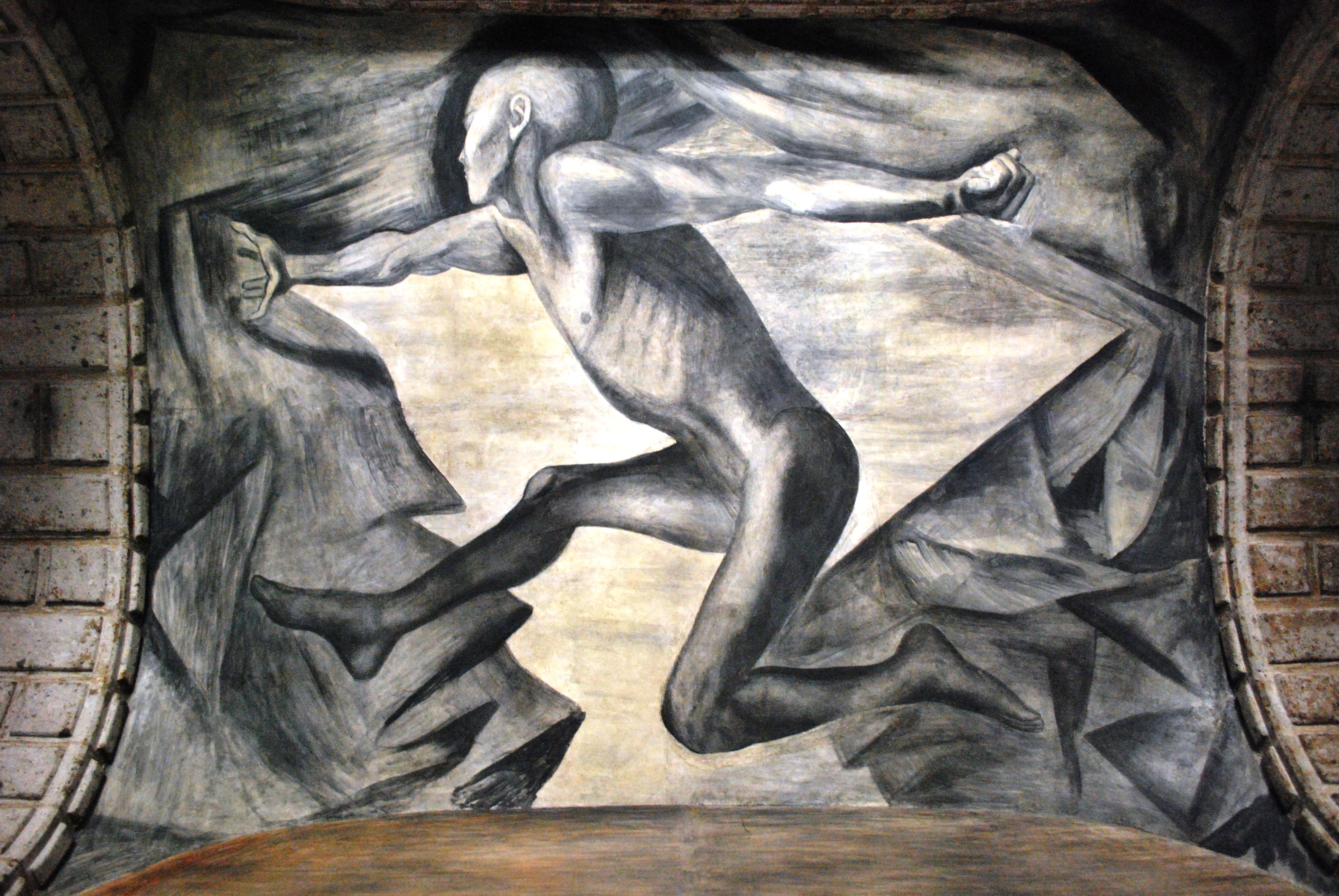
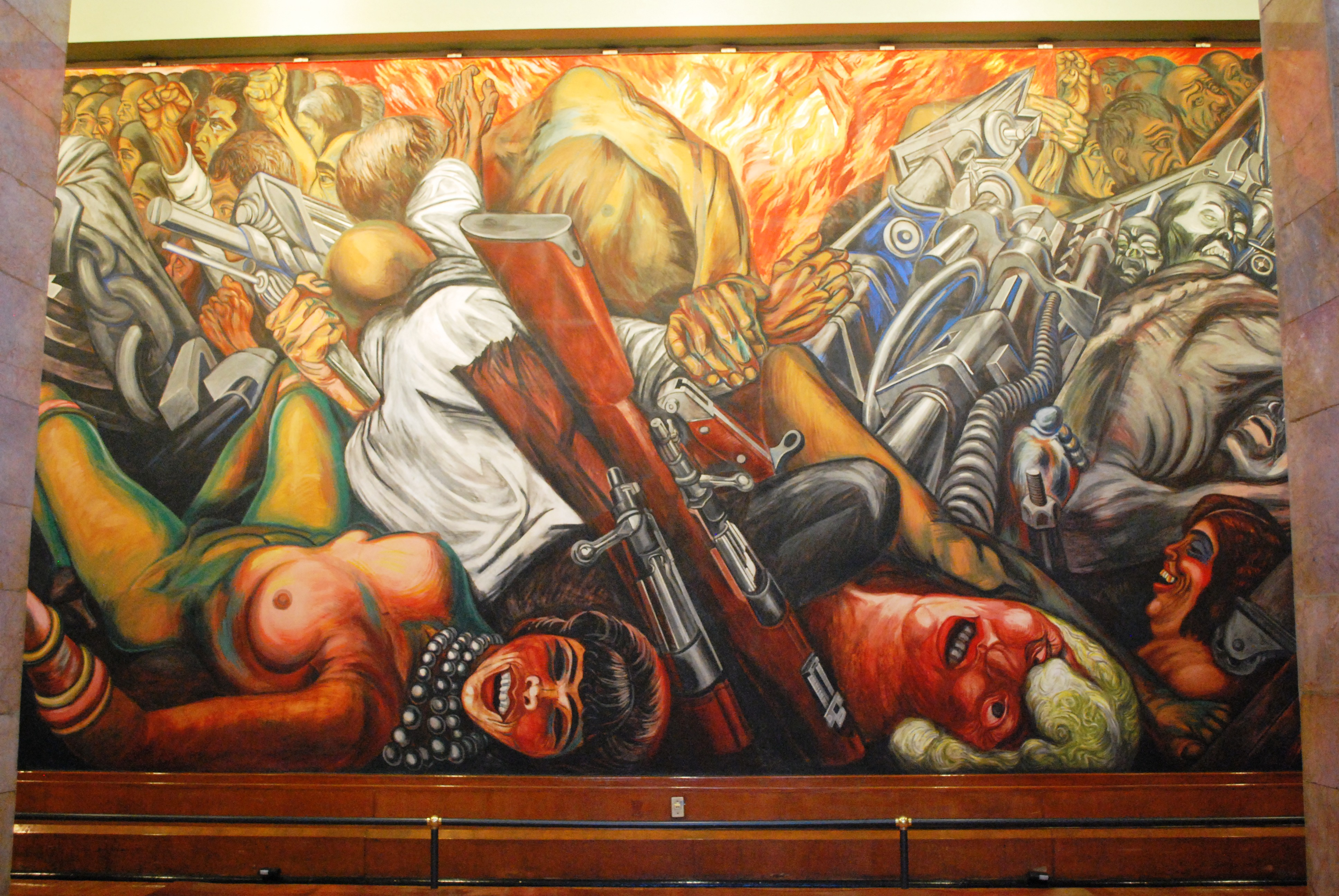
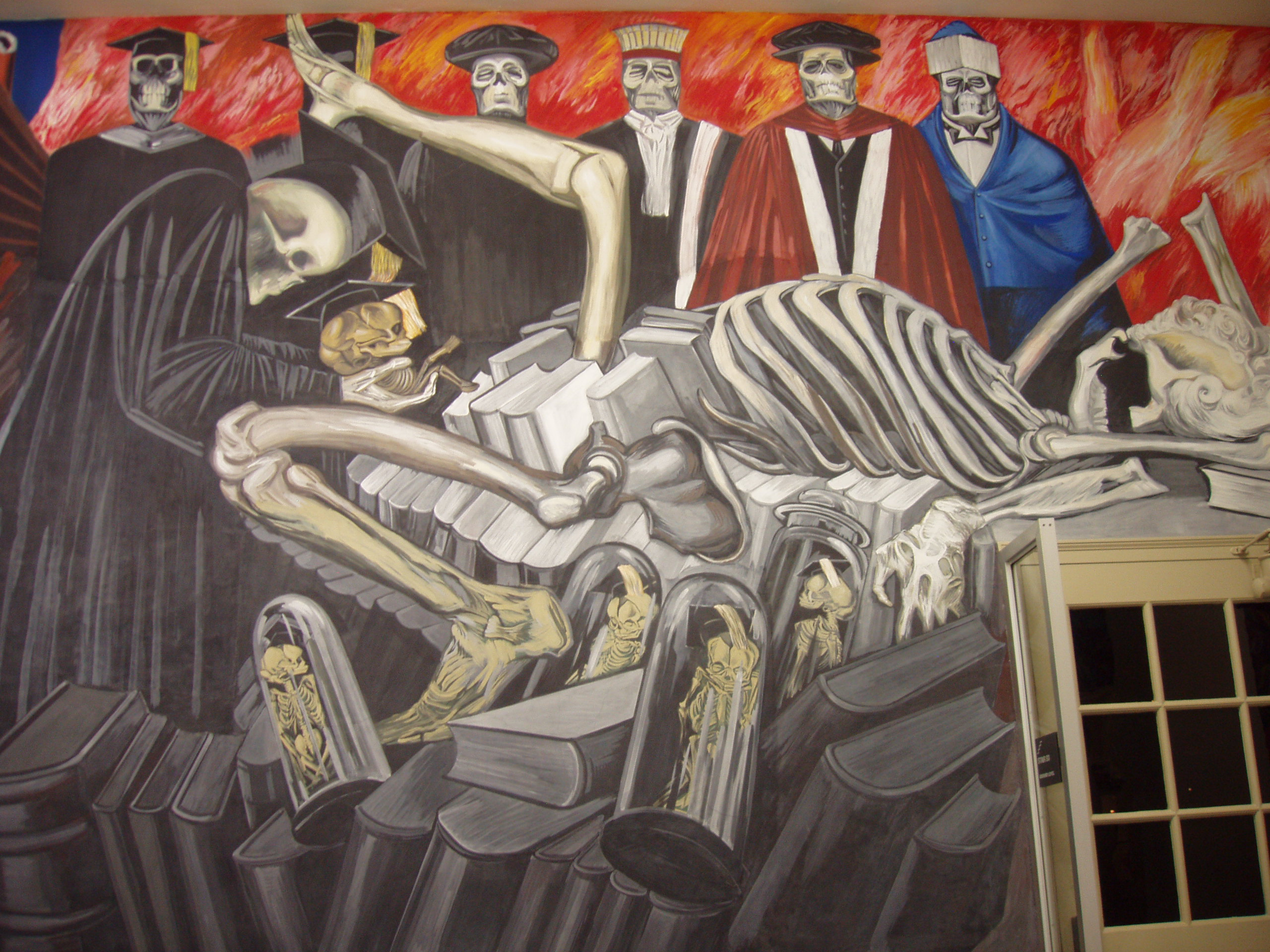

## روابط خارجية
- خوسيه كليمنتي أوروزكو على موقع الموسوعة البريطانية (الإنجليزية)
- خوسيه كليمنتي أوروزكو على موقع إن إن دي بي (الإنجليزية)
- خوسيه كليمنتي أوروزكو على موقع أوليمبيديا (الإنجليزية)